# 荒川太朗
荒川 太朗（あらかわ たろう、1956年〈昭和31年〉11月4日 - 2012年〈平成24年〉11月15日）は、日本の声優、俳優。旧芸名は本名の他、プロフェッサー佐藤、荒川 太郎（読み同じ）。東京都出身。

## 来歴
声優、俳優になる前はなぎら健壱に師事し、デビューしたての頃のフォークデュオのサスケと一緒に東京都内のライブハウスを回り、音楽活動をしていた。
その後は持ち前の美声とセンスを生かし、声優として数多くのアニメ、映画の吹き替え等で活躍していた。
フリー。演練集団ON LIMIT主宰。かつては同人舎プロダクション、ぷろだくしょん★A組、RMEに所属していた。
病気のため声優業を引退した村越伊知郎に代わり、1998年（平成10年）7月から『サザエさん』の波野ノリスケ役を引き継いだ。2000年（平成12年）6月に途中降板し、その後は松本保典に引き継がれた。
2012年（平成24年）11月15日、多臓器不全のため、東京都文京区の病院で死去。56歳没。

## 人物
主に洋画の吹き替えを中心に活躍した。
豊かなテノールで、男性的なキャラクターを多く演じていた。
特技はフォークソング、歌唱。

## 後任
荒川の降板および死後、持ち役を引き継いだ人物は以下の通り。
| 後任       | 役名               | 概要作品                                | 後任の初担当作品                        |
| ---------- | ------------------ | --------------------------------------- | --------------------------------------- |
| 松本保典   | 波野ノリスケ       | 『サザエさん』                          | 2000年7月放送分                         |
| 屋良有作   | いわおとこ         | 『それいけ!アンパンマン』               |                                         |
| 広瀬正志   | 松千代先生         | 『忍たま乱太郎』                        | 第21期                                  |
| 板取政明   | 暗殺者             | 『忍たま乱太郎』                        | 第21期                                  |
| 栗田圭     | サイラー           | 『スターゲイト SG-1』                   |                                         |
| 中林俊史   | ヴェガ             | 『コマンドー』テレビ朝日版              | 吹替の帝王版                            |
| 櫻井トオル | A・ラブ            | 『ウエスト・サイド物語』TBS新録版       | WOWOW追加録音                           |
| 落合福嗣   | ブル               | 『3丁目のタマ うちのタマ知りませんか?』 | 『タマ&フレンズ〜タマとふしぎな石像〜』 |
| 長嶝高士   | ランディ           | 『マペット放送局』                      | 『マペットのホーンテッドマンション』    |
| 星野充昭   | リトル・ジョンソン | 『ダイ・ハード』機内上映版              | スターチャンネル追加録音                |

## 出演
太字はメインキャラクター。

### 映画
- 心（アベックの男）

### テレビドラマ
- 大河ドラマ
  - 国盗り物語（宮部の足軽）
  - 花神（品川弥二郎）
  - 獅子の時代（弁士）
  - 山河燃ゆ（税関官吏）

### テレビアニメ
1977年
- 合身戦隊メカンダーロボ（団五郎兵衛）
- ヤッターマン（茶マンジュウ、ニクマンメカ）

1979年
- ゼンダマン（ゼンダシロクマ、オシイ星人、お答えマシン）

1982年
- 一ッ星家のウルトラ婆さん

1985年
- ダーティペア（職員A）

1986年
- 機動戦士ガンダムΖΖ（パイロット、役員、労働者、兵士）
- マシンロボ クロノスの大逆襲（シャトルロボ、救急ロボ、マグナロック、デビルロック、バイクロボ 他）
- ロボタン

1987年
- 機甲戦記ドラグナー（ゲルト、整備士、司令官）
- Bugってハニー（はたらきバチ）

1988年
- 鉄拳チンミ（カマキリ男、青龍団A、タイロン、男、水夫C）
- のらくろクン（ミイラ男 他）

1989年
- 青いブリンク（侍従A、ボー、カネアリ、親衛隊）
- 昆虫物語 みなしごハッチ（1989年 - 1990年、スズメバチ兵士(1)、トゲアリ兵士、クロアリ兵士、ガキ大将、バッタ(B)、ガムシ、トンボB、リキ）
- ミラクルジャイアンツ童夢くん（清水、中島）

1990年
- 八百八町表裏 化粧師（左馬之介）
- 平成天才バカボン（テレビの中の犯人、パパの友達、八百屋さん、患者さん、強盗、社員 他）
- 魔法のエンジェルスイートミント（ハッピー、泥棒）
- 三つ目がとおる（子分A）
- 笑ゥせぇるすまん（1990年 - 1991年、無西俊夫、大井卓司、中念宅次）

1991年
- 魔法のプリンセス ミンキーモモ（海モモ）（乗組員、社員A）
- 丸出だめ夫（店員A、カスター将軍、店長、家来B、社員C 他）
- ルパン三世 ナポレオンの辞書を奪え
- 横山光輝 三国志（1991年 - 1992年、胡軫）

1992年
- お〜い!竜馬（後藤象二郎、中浜万次郎 / ジョン万次郎）
- コボちゃん
- 絶対無敵ライジンオー（ハッカルー）
- ドラえもん（テレビ朝日版第1期）（魚屋主人、スカウトマン）
- フランダースの犬 ぼくのパトラッシュ（村人A）
- 見ると強くなる 痛快!横綱アニメ ああ播磨灘（凄ノ尾）
- 幽☆遊☆白書（1992年 - 1994年、螢子の父、武蔵、M2号 / 梁、神谷）
- ルパン三世 ロシアより愛をこめて

1993年
- クレヨンしんちゃん（1993年 - 1994年、係員、八百屋の主人、サラリーマン 他）
- 3丁目のタマ うちのタマ知りませんか?（1993年 - 1994年、ブル、スーパーの主人、トメさん、メロ） - 2シリーズ
- ジャングルの王者ターちゃん♡（蛸坊主、リック）
- 忍たま乱太郎（1993年 - 2011年、忍者、野伏A、松千代先生〈初代〉、暗殺者〈初代〉、網問〈代役〉他）
- 平成イヌ物語バウ（サブ）
- 勇者特急マイトガイン（伴）

1994年
- 愛と勇気のピッグガール とんでぶーりん（1994年 - 1995年、嵐山誠）
- おまかせスクラッパーズ（1994年 - 1995年、スプリンガ、野原清美）
- ツヨシしっかりしなさい（社長）
- とっても!ラッキーマン（極悪教師マン）
- 覇王大系リューナイト（ドラゴート）
- 魔法陣グルグル（神官長）

1995年
- 愛天使伝説ウェディングピーチ（ポンプ）
- クマのプー太郎（バボちゃん）
- それいけ!アンパンマン（いわおとこ〈3代目〉）
- バーチャファイター（助監督）
- ビット・ザ・キューピッド（コリントス王、ハデス）

1996年
- いじわるばあさん（1996年 - 1997年、トシアキ、魚屋）
- 快傑ゾロ（クーゾ）
- B'T-X（カラス）
- YAT安心!宇宙旅行（ロシェール）

1997年
- マッハGoGoGo（ミゲル）
- 名探偵コナン（1997年 - 2012年、前田聡、堂本純平、浦沢六助、鳥光行雄、ルドガー・ハイネン、池田周平）

1998年
- サザエさん（1998年 - 2000年、波野ノリスケ〈2代目〉）
- しましまとらのしまじろう（やぎじいさん、オランウータンじーさん）
- MASTERキートン（トマス）

1999年
- イソップワールド（映画監督）
- 人形草紙あやつり左近（八木沢悟）
- ∀ガンダム（帰還民1）

2001年
- ノワール（ガレ）

2002年
- OVERMANキングゲイナー（市長）

2003年
- 犬夜叉（侍大将）
- 京極夏彦 巷説百物語（鏑木十内）

2006年
- まじめにふまじめ かいけつゾロリ（ヤマダ三世）

### 劇場アニメ
1979年
- がんばれ!!タブチくん!!

1980年
- がんばれ!! タブチくん!! 第2弾 激闘ペナントレース!!

1987年
- ダーティペア（手下）

1988年
- AKIRA（渡辺）

1989年
- NEMO/ニモ（警官）

1992年
- せんぼんまつばら 川と生きる少年たち（次平）

1993年
- クレヨンしんちゃん アクション仮面VSハイグレ魔王（肉屋）
- 幽☆遊☆白書（ショウビ）

1994年
- 平成イヌ物語バウ（サブ）

1995年
- ルパン三世 くたばれ!ノストラダムス（マリオ）

1996年
- APO APOワールド ジャイアント馬場90分一本勝負（田上明）

2011年
- 劇場版アニメ 忍たま乱太郎 忍術学園 全員出動!の段（松千代先生）

### OVA
1988年
- 神州魑魅変（家中の者A）
- 六神合体ゴッドマーズ 十七歳の伝説

1989年
- 紅い牙 ブルー・ソネット（片岡）
- 神州魑魅変（武士A）

1990年
- おそ松くん イヤミはひとり風の中
- 独身アパートどくだみ荘III
- ひとりぼっちの宇宙戦争（先生）
- 緑山高校 甲子園編（佐輪知）

1991年
- DETONATORオーガン
- みどりの守り神（白河貴志）

1992年
- 銀河英雄伝説（マリノ）
- マグマ大使（月丘博士）

1993年
- 今日から俺は!!（酒井、丸田）
- 特捜戦車隊ドミニオン（東灘凱）
- ブラック・ジャック（刑事A）
- MINKY MOMO IN 夢にかける橋（空軍）

1994年
- マーズ（「こんごう」副長、陸上幕僚長）

1997年
- AIKa（参謀〈大佐〉）
- サクラ大戦 桜華絢爛（秘書、饅頭売り、帝劇の客）

1998年
- ゴルゴ13〜QUEEN BEE〜（アントニオ）

### ゲーム
- レイメイズ（1988年、Mr.モルト）
- 幽☆遊☆白書 特別篇（1994年、神谷実）
- 伝説のオウガバトル（1996年、風使いカノープス）
- サクラ大戦2 〜君、死にたもうことなかれ〜（1998年、群集）
- 探偵 神宮寺三郎 夢の終わりに（1998年、石塚圭吾）
- Dの食卓2（1999年、ラリー・デヴェルー）

### ドラマCD
- アルスラーン戦記2 王子二人（敵兵）※カセット
- サンダーバード秘密基地セット（1992年、ファイアー・フラッシュ号副機長）
- 魔界学園I 転校生編（1991年、角井）
- 創竜伝（1995年、ヤクザ、加瀬健吾）

### 吹き替え

#### 担当俳優
スティーヴ・ブシェミ
- ウェディング・シンガー（デヴィッド・“デイヴ”・ヴェルトリ）
- バートン・フィンク（チェット）※VHS版
- ビリー・バスゲイト（アーヴィング）

#### 映画
- アイスマン（“アイスマン”チャーリー〈ジョン・ローン〉）
- 愛に翼を（フランク）
- 悪魔を憐れむ歌（アート・ホブズ）※ソフト版
- アポロ13（ジョン・ヤング）※ソフト版
- アメリカン・スウィートハート（ヘクター・ゴンザレス〈ハンク・アザリア〉）
- アンダーワールド（ジンゲ〈アーウィン・レダー〉）
- アンルーリー/復讐の街（セルジュ・ソデックス）
- いとこのビニー（JT）
- いまを生きる（スティーヴ）※ソフト版
- インディ・ジョーンズ/最後の聖戦（ロスコー〈ブラッドリー・グレッグ〉）※旧ソフト版
- ウィロー（アーク〈ギャヴァン・オハーリー〉）※TBS版
- ウエスト・サイド物語（A・ラブ）※TBS新録版
- ウェルカム・トゥ・サラエボ（ドラガン〈ダヴォール・ジャンジク〉）
- ウワサの真相/ワグ・ザ・ドッグ（ウィリアム・シューマン軍曹〈ウディ・ハレルソン〉）
- エア★アメリカ ※日本テレビ版
- エイリアン2（バーク〈ポール・ライザー〉、クロウ〈ティップ・ティッピング〉）※DVD・VHS版
- エイリアンVSエイリアン（クリス・ヴァレンタイン）
- エクスタミネーター（フランキー〈デニス・ボウトシカリス〉）※テレビ東京版
- エグゼクティブ・デシジョン（ベイカー〈ウィップ・ヒューブリー〉）※ソフト版
- エクセス・バゲッジ/シュガーな気持ち（ガス〈マイケル・ボーウェン〉）
- エディー 勝利の天使（ジョー・ネイダー〈ジョン・ベンジャミン・ヒッキー〉）
- Oh!大迷惑?!（フレッド〈ロバート・パストレリ〉）
- オールウェイズ（アレックス〈ブライアン・ヘイリー〉）※DVD・VHS版
- 追いつめられて（サム・ヘッセルマン博士〈ジョージ・ズンザ〉）※ソフト版
- 大津波（ギュンター・リットバーグ）
- オスカー（ミルハウス〈マーク・メトカーフ〉）
- お葬式だよ全員集合!（ボイド・ピンター〈ティム・カリー〉）
- カナディアン・エクスプレス（ラフリン〈ロン・カッツマン〉）※フジテレビ版
- カラーズ 天使の消えた街（ウィリー・ライト〈ショーン・マクルモア〉、ドッグマン〈ジェフリー・ワシントン〉、コーラス男1、囚人5、クリップ3、クリップ7）
- 彼と彼女の第2章（トミー〈トム・ライト〉）
- がんばれ!ルーキー（バンクス）
- ガンメン（コール・パーカー〈マリオ・ヴァン・ピーブルズ〉）
- キャプテン・ブーリーの大冒険（競売人〈ロイ・ビリング〉）
- ギャング・イン・ブルー（マイケル・ローズ〈マリオ・ヴァン・ピーブルズ〉）
- ギャングスター（ライリー〈パトリック・バーギン〉）
- キョンシークエスト1 妖怪一家の大冒険（ジンジャー博士）
- キラークラウン（リッチ・テレンジ）
- ギリーは首ったけ（ヴィック・ヴェッター〈ブレント・ブリスコー〉）
- グース（ラリー）※ソフト版
- グーニーズ（友人①〈エリック・ブライアント・ウェルズ〉、データの父〈マイケル・ポール・チャン〉）※TBS版
- クール・ランニング（ユル・ブレナー〈マリク・ヨバ〉）
- クイズ・ショウ（ドン・キホーテの受講生〈イーサン・ホーク〉）
- クリムゾン・タイド（ダリク・ウェスターガード大尉〈ロッキー・キャロル〉）※ソフト版
- グローリー（シャーツ〈ジミー・ケネディ〉）※日本テレビ版
- クロコダイル・ダンディー（ナゲット）※テレビ朝日版
- 黒豹天下/ブラックパンサー（チュー〈メルヴィン・ウォン〉）
- 刑事ニコ/法の死角（ハロランFBI捜査官〈グレゴリー・アラン・ウィリアムズ〉）※ソフト版
- ゴースト&ダークネス（ナイジェル・ブランズフォード）
- ゴールデン・チャイルド ※テレビ朝日版
- 恋におぼれて
- 告発の行方（カート〈キム・コンドラショフ〉）※テレビ朝日版
- コリーナ、コリーナ（シド〈ラリー・ミラー〉）
- コロンブス（アルヴァロ・ハラナ〈ベニチオ・デル・トロ〉）
- ザ・シークレット・サービス（チャベス捜査官〈ジョシュア・マリーナ〉）※テレビ朝日版
- ザ・スタンド（パララ）
- ザ・ターゲット（ユーリ・ポチェンコ教授〈セオドア・ビケル〉、グラッソ〈ニコラス・タートゥーロ〉）
- ザ・チェイス（リアム・シーガル〈マイルズ・ドゥーガル〉）
- 殺人サイボーグ リタリエーター（エリック・マシューズ〈ロバート・ギンティ〉）
- ザ・ペーパー（マイケル・マクドゥーガル〈ランディ・クエイド〉）
- サマー・オブ・サム（ルー〈アンソニー・ラパーリア〉）
- サモ&ケニー 人質に気をつけろ!（強盗〈シン・フィオン〉、白服で黒ズボンの男〈ヤン・スエ〉）
- サンダー/怒りの復讐（ダンシング・クロウ）
- サンドラ・ブロックの恋する泥棒（フランク・オブライエン〈デニス・リアリー〉）
- シー・オブ・ラブ（ダーガン〈ラリー・ジョシュア〉）※テレビ朝日版
- 幸せの向う側（ハーヴェイ〈トム・アーウィン〉）
- JFK（ビル・ニューマン〈ヴィンセント・ドノフリオ〉）※ソフト版
- JM
- シェイド（スカーニ警部補〈ボー・ホプキンス〉）
- ジェシカおばさんの事件簿/ふたつの墓の謎（ロバート・マーサー〈ティム・ディケイ〉）
- 地獄からの生還/プラトーン・リーダー（ダフィ）
- 地獄の戦艦（ドナルド・メイヤー〈ブルース・グレイ〉）
- 7月4日に生まれて（ウィリー〈ロッキー・キャロル〉、ジョーイ・ウォルシュ）※テレビ朝日版
- シティ・オブ・ジョイ
- シャーロット・グレイ（ルネック〈アントン・レッサー〉）
- シャドー・チェイサー2（マッコーウェル将軍）
- 13日の金曜日 ジェイソンの命日（スティーヴン・フリーマン〈ジョン・D・ルメイ〉）※VHS版
- シュガー・ヒル（クコ、ウントンベ）
- ショーガール（ジェームズ・スミス〈グレン・プラマー〉）
- ショーシャンクの空に（スヌーズ〈デヴィッド・プローヴァル〉）※ソフト版
- ジョーズ・アタック（パコ〈アントニオ・ファーガス〉）
- ジョーズ・アタック2（ミラー）
- ジョーズ'98 激流篇（ロス保安官）
- ショート・サーキット2 がんばれ!ジョニー5（ジョーンズ〈デイビッド・ヘンブレン〉）※日本テレビ版
- 笑撃生放送! ラジオ殺人事件（バーニー・キング〈ブライオン・ジェームズ〉、ヘルマン・カッツェンバック〈ラリー・ミラー〉）
- 新ポリス・ストーリー（ゴン・コーヤン〈ロー・ワイコン〉）※ソフト版
- スーパーマリオ 魔界帝国の女神（トード〈モジョ・ニクソン〉）※ソフト版
- スーパーマンIV/最強の敵（ゴラム）
- スイッチバック 追跡者（リック）
- 推定無罪（ジェイミー・ケンプ〈ブラッドリー・ウィットフォード〉）※ソフト版
- スクワント/伝説の勇者（エピナウ）
- スター・ウォーズ エピソード6/ジェダイの帰還（アーヴェル・クライニッド〈ヒルトン・マクリー〉）※日本テレビ版
- スターシップ・トゥルーパーズ（ズィム軍曹〈クランシー・ブラウン〉）※ソフト版
- スタートレック ファーストコンタクト（バークレー〈ドワイト・シュルツ〉）
- スモーク（ヴィニー〈ヴィクター・アルゴ〉）
- スリーウイメン/この壁が話せたら（ジム・ハリス〈クレイグ・T・ネルソン〉）
- スリー・リバーズ（トニー・サッコ〈ティモシー・バスフィールド〉）※フジテレビ版
- セント・オブ・ウーマン/夢の香り（ランディ・スレード〈ブラッドリー・ウィットフォード〉）
- ダーク・ウォーター（ビリー〈エドワード・ケニントン〉）
- ダーク・スティール（サパン）
- ダーク・ハーフ ※ソフト版
- ターミネーター2（町の若者、付き添いの看護師〈マーク・クリストファー・ローレンス〉）※ソフト版1
- ダイ・ハード（フランコ〈ブルーノ・ドヨン〉）※テレビ朝日版、（ハインリッヒ）※機内上映版
- ダウンタウン（ミッキー・ウィトリン）
- 007/私を愛したスパイ（ウェイター）※TBS新録版
- タロス・ザ・マミー/呪いの封印（ブラッド・コーティス〈ショーン・パートウィー〉）
- チャイニーズ・ウォリアーズ（チャン）
- チャイルド・プレイ3（エリス少佐）
- 超能力者ユリ・ゲラー（ドン・ドレイク）
- 沈黙の戦艦 ※テレビ朝日版
- ツイスター・インフェルノ2（トニー・グラント）
- ツイン・ドラゴン（ロッキー）※ソフト版
- ディープ・インパクト（ガス・パーテンザ〈ジョン・ファヴロー〉）
- ディープクライシス（ランス・マッカーシー〈ジャック・コールマン〉）
- 帝王伝説（トラヴィス・ブリックリー〈クリス・ペン〉）
- TINA ティナ（スパイダー）
- デイライト（デニス・ウィルソン〈マーク・ロルストン〉）※ソフト版
- デスマシーン（スコット・リドリー〈リチャード・ブレイク〉）
- デューン/砂の惑星（軍アナ）※テレビ朝日版
- 天国の日々
- ドーン・オブ・ザ・デッド
- 逃亡者（コープランド）※ソフト版
- トゥルー・ロマンス（助言者〈ヴァル・キルマー〉）※ソフト版
- ドッグ・イン・パラダイス（ファンタッチ〈ピエトロ・モンタンドン〉）
- トップガン（ウルフマン）※フジテレビ版
- ドロップ・ゾーン（トルスキー〈サム・ヘニングス〉）※テレビ朝日版
- 永遠のワルツ/白い犬とワルツを（ピート・モリス〈アレックス・ヴァン〉）
- ナーズの復讐III ナーズ軍団、最終決戦!（スティーヴ・トヨタ〈ヘンリー・チョー〉、ラマール〈ラリー・B・スコット〉）
- 南北酔拳（ワンハン〈ユエン・シュンイー〉）
- ニュー・ジャック・シティ（フランキー・ニードルス）※ソフト版
- ニューヨークUコップ（ティト〈マニー・ペレス〉）
- ニューヨーク東8番街の奇跡（カルロス〈マイケル・カーマイン〉）※フジテレビ版
- 眠れない夜はあなたと（ダン・ヴェンチュラ〈アーニー・ハドソン〉）
- ネメシス2（ズミ）
- NO WAY BACK 逃走遊戯（ヴィクター・サラーノ〈アイアン・ジーリング〉）
- ノッキン・オン・ヘブンズ・ドア（シュナイダー〈レオナルド・ランジンク〉）
- ハーヴィ/裸のウサギを持つ男（サンダーソン〈ロバート・ウィスデン〉）
- ハートブレイク・リッジ 勝利の戦場（フラゲッティ〈ヴィンセント・アイリザリー〉）※TBS版
- ハード・ブレット 仁義なき銃弾（タンク〈トゥパック・シャクール〉）
- パーフェクト・カップル（ウィリー）
- パーフェクト・ワールド（テリー・ピュー〈キース・ザラバッカ〉）※ソフト版
- バック・トゥ・ザ・フューチャー PART2（データ〈リッキー・ディーン・ローガン〉）※テレビ朝日版
- ハドソン・ホーク（アントニー・マリオ）※日本テレビ版
- パパと呼ばれて大迷惑!?（ジェリー〈マイケル・アイアンサイド〉）
- バラ色の選択（ヴィンセント〈ダニエル・ハーゲン〉、フレディ〈ダグラス・シール〉、ベニー〈エリック・アヴァリ〉）
- 張り込みプラス（マクナマラ）※ソフト版
- ハロウィン・インベーダー/火星人襲来!?（ギギーウィグ〈トミー・マッデン〉）
- バンク・ジョブ（フィリップ・リスル〈アリスター・ペトリ〉）
- ハンナとその姉妹（ダスティ〈ダニエル・スターン〉）
- ピーウィーの大冒険（バクストン家の執事〈プロフェッサー・タナカ〉）
- ヒー・セッド、シー・セッド/彼の言い分、彼女の言い分（ジャック・ブライヤー）
- ヒート（ドラッカー〈ミケルティ・ウィリアムソン〉）※テレビ朝日版
- ヒーロー/靴をなくした天使（エリオット、チャーリー・ベーコン）※日本テレビ版
- ビッグ（フロント）※ソフト版
- ビッグ・リボウスキ（ウーリ・コンコル〈ピーター・ストーメア〉）※VHS・旧DVD版
- 羊たちの沈黙（テリー特別捜査官）※VHS版
- ビルとテッドの地獄旅行（サー・ジェームズ・マーティン）※ソフト版
- ピンク・キャデラック
- ファイヤーフォックス（バックホルツ〈デイヴィッド・ハフマン〉）※TBS版
- ファーゴ（ゲア・グリムスラッド〈ピーター・ストーメア〉）※ソフト版
- フィフス・エレメント（ライト・アーム）※旧DVD・VHS版
- フィラデルフィア・エクスペリメント（整備士〈グレン・モーシャワー〉）※テレビ朝日版
- 風雲 ストームライダーズ（釈大師〈ロイ・チョン〉）
- フェノミナン（レポーター）
- フォード・フェアレーンの冒険（ダミオン）
- フォーリング・ダウン（リック）※テレビ朝日版
- フォレスト・ガンプ/一期一会（エルヴィス・プレスリー〈ピーター・ドブソン〉）※フジテレビ版
- 不眠症 オリジナル版 インソムニア（ザカリアセン）
- フューネラル（ガスパー〈ベニチオ・デル・トロ〉）
- ブラス!（シモ）
- ブラム・ストーカーズ マミー（ジョン・コーベック〈ルイス・ゴセット・ジュニア〉）
- フリーキー・フライデー（バス運転手）
- プリティ・ブライド（ギル・チャベス〈ユル・ヴァスケス〉）
- プルーフ・オブ・ライフ（ピーター・ボーマン〈デヴィッド・モース〉）
- フル・コンタクト（クレイジー）
- プロブレム・チャイルド/うわさの問題児（ピーボディー〈ギルバート・ゴットフリード〉）
- プロブレム・チャイルド2（ピーボディー〈ギルバート・ゴットフリード〉）
- ブロンクス物語（ダニー）
- ベスト・キッド ※テレビ朝日版
- ヘブンズ・プリズナー（トゥート〈カール・A・マクギー〉）※VHS版
- ヘンリー・フール（ウォーレン〈ケヴィン・コリガン〉）
- ホーカス ポーカス（バス運転手）
- 星の王子 ニューヨークへ行く（バーガーショップの強盗〈サミュエル・L・ジャクソン〉、路上の強盗〈ルーベン・サンチャゴ＝ハドソン〉）※ソフト版
- ホット・ショット2（ボブ・ヴィラ）※ソフト版、（ウィリアムス〈マイケル・コールヤー〉）※テレビ朝日版
- ホット・ネイビー/カリブ海イケイケ大作戦（ヴァージル〈ブルース・キャンベル〉）
- BODY/ボディ（ゲイブ〈ジェフ・ペリー〉）※VHS版、（ロバート・ギャレット〈ジョー・マンテーニャ〉）※テレビ朝日版
- ホログラムマン（カルキン書記官）
- ホワイトハウス狂騒曲（ホーマー〈シャイ・マクブライド〉）※ソフト版
- マイティ・ジョー（ピンディ〈ナヴィーン・アンドリュース〉）※ソフト版
- マイノリティ・リポート（フレッチャー〈ニール・マクドノー〉）
- マグダレーナ/美しき娼婦（ロバート〈マックス・ティドフ〉）
- マグノリアの花たち（サミー〈ケヴィン・J・オコナー〉）
- 摩天楼を夢みて（ラリー・スパネル）
- マネー・トレイン（ライリー〈ジョー・グリファシ〉） ※フジテレビ版
- マネキン2（アンディ・アッカーマン）※VHS版
- マペットのクリスマス・キャロル（ジョー、ブタ 他）
- マルコムX（ブラザー・アール〈ジャームズ・マクダニエル〉）
- ミスター・ココナッツ（テレビ番組の司会者、ヌゴー）
- Mr.ヘルプマン（ドニー・スモーリー〈ヴィンセント・ドノフリオ〉）
- ミッション:インポッシブル（ジャック・ハーモン〈エミリオ・エステベス〉）※ソフト版
- ミッドナイトヒート（ダニー・ローリンズ〈アダム・アント〉）※テレビ東京版
- ミュータント・タートルズ（ケイシー・ジョーンズ〈イライアス・コティーズ〉）※フジテレビ版
- ミュータント・ニンジャ・タートルズ2 ※ソフト版
- ミラクル・マスクマン（フー〈リー・キンヤン〉）
- MOON44（ムース・ハガティ、ギャラガー少尉）
- 無名家族/復讐の狼たち（アロン）
- メン・オブ・ウォー（ジャマール〈トム・ライト〉）
- メンフィス・ベル（ヴァル〈ビリー・ゼイン〉）※WOWOW版
- ヤクザVSマフィア（ヴィック〈ニッキー・カット〉）
- 奴らに深き眠りを（イリノイ・ゴードン〈シャイ・マクブライド〉）
- ヤングガン2（ライナーソン検事〈R・D・コール〉）※フジテレビ版
- ユージュアル・サスペクツ（トッド・ホックニー〈ケヴィン・ポラック〉）※テレビ東京版
- 誘拐騒動/ニャンタッチャブル（マーヴィン〈ブライアン・ヘイリー〉）※VHS版
- ユニバーサル・ソルジャーII（リュック・デブロー〈マット・バタグリア〉）
- ユニバーサル・ソルジャーIII（リュック・デブロー〈マット・バタグリア〉）
- ユニバーサル・ソルジャー/ザ・リターン（ロミオ〈ビル・ゴールドバーグ〉）
- ユン・ピョウ in ドラ息子カンフー（公子の護衛〈チュン・ファト〉）※フジテレビ版、（マン）※VHS版
- 48時間PART2/帰って来たふたり
- ライラ/フレンチKISSをあなたと（ハリー叔父さん〈ジョン・ロヴィッツ〉）
- ラストデイズ（ケン・ファン）
- ラスト・ボーイスカウト（チェット〈キム・コーツ〉）※日本テレビ版
- ラストマン・スタンディング（ジョー・マンデー〈ウィリアム・サンダーソン〉）※ソフト版
- ランボー/怒りの脱出（タイ軍曹〈ジョージ・チェン〉）※フジテレビ版
- リーサル・ウェポン3（ハチェット〈ニック・チンランド〉）※テレビ朝日版、（スミッティ）※ソフト版
- リコシェ（オデッサ〈アイス-T〉）※VHS版
- リスキーブライド/狼たちの絆（フーヴァー〈レイモンド・J・バリー〉）
- リック（アラン）
- リトル・レックス（ヒロ）
- リバー・ランズ・スルー・イット（チャブ〈マイケル・カドリッツ〉）
- ルール3（ドンブロウスキー校長〈ルイス・マスティーロ〉）
- レザボア・ドッグス（ナイスガイ・エディ・キャボット〈クリス・ペン〉）
- レッド・オクトーバーを追え!（ジョーンズ〈コートニー・B・ヴァンス〉）※ソフト版
- レッド・スコルピオン ※ソフト版
- ロケッティア ※テレビ朝日版
- わが心のボルチモア（成人したマイケル〈トム・ウッド〉）

#### ドラマ
- ER緊急救命室
  - シーズン1・2（ロランド〈ロランド・モリーナ〉）
  - シーズン3 #17（ブラウン〈クリフトン・コリンズ・Jr〉）
- ウルトラマンパワード（エセックス大佐の部下〈ジェシー・コイン〉）
- S.O.F〜ソルジャー・オブ・フォーチュン（チャンス）
  - シーズン2 #15（グレン）
- X-ファイル
  - パイロット版（トゥルイット）※ソフト版
  - シーズン4 #21（レイ・トーマス警部）、#22（ハロルド・スプラー〈スティーヴン・M・ポーター〉）※ソフト版
- 俺がハマーだ! シーズン1 #1（フェリス・ナヴィダード）
- オン・ジ・エアー（ドクター・ウィンキー〈リチャード・リール〉）
- 恐竜家族
- 刑事コロンボシリーズ
  - 刑事コロンボ 別れのワイン（カッシーニ・ワイナリーのガイド、記者）※完全版追加収録部分
  - 刑事コロンボ 権力の墓穴（記者）※完全版追加収録部分
  - 新・刑事コロンボ 汚れた超能力（チャーリー、刑事）
- 刑事ナッシュ・ブリッジス（ハーベイ・リーク〈ジェフ・ペリー〉）※VHS版
  - シーズン1 #6（ボリス・セトラキアン）
  - シーズン2 #16（パコ）
- 刑事マルティン・ベック バルコニーの男（オーロフ・フランソン）
- シャーロック・ホームズの冒険 赤い輪（ジェナーロ・ルッカ）
- 主任警部モース カインの娘たち（マーティン）
- スターゲイト SG-1（シラー〈初代〉）
- スティーヴン・キングのゴールデン・イヤーズ（バートン〈エリック・キング〉）
- スペース・レンジャーズ3 流刑星からの脱出（カーラット〈ジェームズ・リュー〉、囚人）
- 第一容疑者3 朽ちた野望（レッド）
- 第一容疑者7 裁かれるべき者（ヘンリー・アデリヤカ刑事）
- たどりつけばアラスカ（クリス・スティーブンス〈ジョン・コーベット〉）
- チャタレイ夫人の恋人（ドナルド・フォーブス）
- 超音速ヒーロー ザ・フラッシュ（ルーベン・カルデロン〈マイケル・フェルナンデス〉）※日本テレビ版
- 24 -TWENTY FOUR-（ケヴィン・キャロル / アラン・ヨーク〈リチャード・バージ〉）
- 特務指令 AIR AMERICA（メンデス大佐）
- ナルニア国物語（ラインス）
- NY市警緊急出動部隊 トゥルー・ブルー（ジーノ・トッフェネリ巡査〈ネスター・セラーノ〉）
- バッファロー・ガールズ/カラミティ・ジェーンの半生（テディ・ブルー〈ガブリエル・バーン〉）※NHK版
- 100万ドルを取り返せ!（リチャード・エリオット）
- フルハウス（TVの声）
- 冒険野郎マクガイバー
  - シーズン1 #5（トーマス）、#14（ボブ）、#22（ソーヤー）
  - シーズン2 #4（ストーン）、#15（マット・ベル〈ジェフ・コーバー〉）
- マペット放送局（ランディ）
- ヤングライダーズ シーズン1 #23・24（ジェフリー・ダーネル）
- ルーツ（オーデル）※ソフト版
- パワーレンジャー（ゾードン〈初代〉、レフリー、宇宙飛行士）

#### アニメ
- アラジンの大冒険（ファキール、魚屋、コアラ）
- X-MEN（セイバートゥース、リース、ブラックトム、ウィンガード） ※テレビ東京版
- キャスパー（エビルス、ミイラ、アナウンサー 他）
- シルベスター&トゥイーティー ミステリー
- タンタンの冒険（船長、警官、マノロ、ピカロス 他）
- チップとデールの大作戦（ファレット、シエイカ・ベイカ）※新吹き替え版
- ディック・トレイシー（ビービーアイズ）
- ドン・キホーテ（サムソン）
- バッグス・バニーのぶっちぎりステージ
- バットマン（テロリスト）
- ピンクパンサー（ディンク）
- フィリックス（ドア、ビル、馬 他）
- ヘラクレス（リトス、テーベの人々）
  - ヘラクレス (TVシリーズ)
- ミュータント・タートルズ（1987年東和ビデオ版）（シーザー、ブッチャー）
- ミッキーの巨人退治（町民）※新吹き替え版
- リトル・マーメイド
- ロード・オブ・ザ・リング 指輪物語（レゴラス）

### 人形劇
- がんばれタッグス（ズグ、ブーマー、ジョニー・キューバ、スティンカー、エディ、ビッグ・ミッキー）
- サンダーバード6号 ※ビデオ版
- ひょっこりひょうたん島（ゴリラ）

### その他
- 安全教室（1973年 - 1974年、NHK教育）
- HEROCLUB アメリカンヒーロー・パワーレンジャー大図鑑（ナレーション〈ゾードン〉）